# Gérard d'Oldenbourg
Pour les articles homonymes, voir Gérard Ier.
Gérard, dit « le Querelleur » (Gerd der Mutige), est un prince de la maison d'Oldenbourg né en 1430 ou 1431 et mort le 22 février 1500. Il règne sur le comté d'Oldenbourg de 1440 à 1482.

## Biographie
Gérard est le troisième et dernier fils du comte Thierry d'Oldenbourg et de son épouse Heilwig de Holstein-Rendsbourg. À la mort de son père, en 1440, l'Oldenbourg est d'abord gouverné par un cousin, l'ancien archevêque de Brême Nicolas d'Oldenbourg-Delmenhorst (mort en 1447), puis par l'aîné des fils de Thierry, Christian. Gérard ne prend réellement la tête du comté qu'après l'élection de Christian au trône de Danemark, en 1448. Dans les années qui suivent, il lui apporte son soutien sur les mers, et sa politique navale agressive lui attire l'hostilité des marchands de la ville de Lübeck.
Les relations entre les trois frères se tendent à la fin des années 1450. Maurice abandonne la carrière ecclésiastique à laquelle il était promis et se marie en 1458, et l'année suivante, la mort de leur oncle maternel, le comte Adolphe VIII de Holstein, qui ne laisse pas d'enfants, pose la question de son héritage. En fin de compte, Gérard et Maurice renoncent à leurs droits sur le Holstein et le Schleswig en faveur de Christian contre compensation financière en 1460. Les intérêts contradictoires de Gérard et Maurice donnent lieu à une brève guerre civile durant l'été 1462, qui aboutit à un partage : le premier conserve Oldenbourg, tandis que le second obtient Delmenhorst. Cependant, Maurice meurt de la peste en 1464, ne laissant qu'un fils en bas âge, Jacques, au nom duquel Gérard gouverne également Delmenhorst.
L'héritage du Holstein continue à diviser Gérard et Christian dans les années qui suivent, car le second ne peut verser la compensation promise. Gérard tente à plusieurs reprises de conquérir le Schleswig et le Holstein, en vain. Il s'oppose également à la ville de Brême, dont l'archevêque exige la cession du château de Delmenhorst. Pour lutter contre ses adversaires coalisés (Brême, Lübeck, Hambourg et la Frise), Gérard entre en contact avec le duc de Bourgogne Charles le Téméraire, lui promettant son assistance dans la conquête des Pays-Bas contre des gains territoriaux en Frise, mais la mort du duc en 1477 met un terme à ces ambitieux projets. Gérard parvient cependant à conclure une paix acceptable avec ses ennemis.
La guerre reprend en 1481. L'évêque de Münster Henri de Schwarzbourg s'empare de Delmenhorst. Vaincu, Gérard est contraint d'abdiquer en faveur de ses fils Adolphe et Jean V. Il se retire dans un monastère, probablement à Rastede, ce qui ne l'empêche pas de continuer à se livrer à des actes de piraterie dans la mer du Nord et dans la mer Baltique. Il trouve la mort dans le Sud de la France, en rentrant d'un pèlerinage à Saint-Jacques-de-Compostelle. Il est vraisemblablement inhumé à Pont-Saint-Esprit, dans l'actuel département du Gard.

## Mariage et descendance
Gérard épouse en 1453 la princesse Adélaïde, fille du comte Othon VII de Tecklembourg (de). Ils ont onze enfants :
- Gérard (1454-1470) ;
- Thierry (vers 1456-1463) ;
- Adolphe (1458-1500), comte d'Oldenbourg, tué à la bataille de Hemmingstedt ;
- Christian (1459-1492) ;
- Jean V (1460-1526), comte d'Oldenbourg ;
- Othon (vers 1464-1500), tué à la bataille de Hemmingstedt ;
- Élisabeth (1468-1505) ;
- Anne (1469-1505) ;
- Ermengarde (vers 1471-1522) ;
- Edwige (vers 1473-1502), épouse Edo Wiemken le Jeune (de) ;
- Adélaïde (vers 1475-1513).